# 奥利维娅·金
奥利维娅·金（英語：Olivia King，2001年1月25日—），新西兰女子自行车运动员，主攻场地自行车。她曾代表新西兰参加2022年英联邦运动会自行车比赛，获得女子团体竞速赛金牌。